# Nathalie Emmanuel
Nathalie Joanne Emmanuel (Southend-on-Sea, 1989. március 2. –) angol színésznő.
Ismert szerepe volt Sasha Valentine a Holloyaks című brit szappanoperában, továbbá Megan Ramsey számítógép hacktivista a Halálos iramban-filmekben. 2013 és 2019 között Missandeit játszotta az HBO Trónok harca című fantasysorozatában.

## Fiatalkora
1989. március 2-án született az angliai Essex tengerparti üdülővárosában, Southend-on-Seaben. Emmanuel félig dominikiai és félig angol édesanyja, valamint a félig Saint Luciai és félig angol származású édesapja második gyermekeként született. Emmanuel már korán kimutatta a művészetek iránti affinitását; édesanyja először akkor figyelt fel szenvedélyére és színészettel kapcsolatos álmaira, amikor Emmanuel az (azóta megszűnt) Independent St Hilda's School, majd később a Westcliff High School for Girls tanulója volt.
A New York Daily News interjújában a következőket mondta: "Hároméves korom óta mindig drámát okoztam, ezért anyám úgy döntött, hogy talán rendesen kellene szerepelnem - ezért elkezdett engem színjátszás, ének és táncórákra járatni. Tízéves korában a fiatalabbik Nalát játszotta a West End színház produkciójában, a  Az oroszlánkirály című musicalben.

## Média
2013-ban az FHM magazin Emmanuelt a 100. legszexisebb nőből a 99.-nek sorolta, 2015-ben pedig a 75. helyet foglalta el. 2015-ben az InStyle és a GQ magazinok áprilisi számában is megjelent.

## Magánélete
Egészségügyi okokból vegán, és 2017-ben a Glamour magazinnak elmondta, hogy "nem bízom az élelmiszeriparban, nem bízom abban, amit az ételünkbe tesznek - ettől valóban rosszul vagyok."

## Filmográfia

### Film
| Év   | Magyar cím             | Eredeti cím                    | Szerep                      | Magyar hang        | Rendező               |
| ---- | ---------------------- | ------------------------------ | --------------------------- | ------------------ | --------------------- |
| 2012 | Londoni alvilág        | Twenty8k                       | Carla                       | Dögei Éva          | David Kew             |
| 2012 | Londoni alvilág        | Twenty8k                       | Carla                       | Dögei Éva          | Neil Thompson         |
| 2015 | Halálos iramban 7.     | Furious 7                      | Megan Ramsey                | Törőcsik Franciska | James Wan             |
| 2015 | Az útvesztő: Tűzpróba  | Maze Runner: The Scorch Trials | Harriet                     | Trokán Nóra        | Wes Ball (1.)         |
| 2017 | Halálos iramban 8.     | The Fate of the Furious        | Megan Ramsey                | Törőcsik Franciska | F. Gary Gray          |
| 2018 | Az útvesztő: Halálkúra | Maze Runner: The Death Cure    | Harriet                     | Trokán Nóra        | Wes Ball (2.)         |
| 2018 | A Titán                | The Titan                      | Tally Rutherford parancsnok | Trokán Nóra        | Lennart Ruff          |
| 2020 | Holly bekavar          | Holly Slept Over               | Holly                       | Solecki Janka      | Joshua Friedlander    |
| 2021 | Halálos iramban 9.     | F9                             | Megan Ramsey                | Törőcsik Franciska | Justin Lin            |
| 2021 | A tolvajok hadserege   | Army of the Dead: The Prequel  | Gwendoline Starr            | Törőcsik Franciska | Matthias Schweighöfer |
| 2022 | A meghívás             | The Invitation                 | Evie                        | Trokán Nóra        | Jessica M. Thompson   |
| 2023 | Halálos iramban 10.    | Fast X                         | Megan Ramsey                | Törőcsik Franciska | Louis Leterrier       |
| 2024 | Artúr, a király        | Arthur the King                | Olivia                      | Földes Eszter      | Simon Cellan Jones    |
| 2024 | Megalopolisz           | Megalopolis                    | Julia Cicero                |                    | Francis Ford Coppola  |

### Televízió
| Év        | Magyar cím                            | Eredeti cím                                   | Szerep          | Megjegyzések                                                                                     |
| --------- | ------------------------------------- | --------------------------------------------- | --------------- | ------------------------------------------------------------------------------------------------ |
| 2006–2010 |                                       | Hollyoaks                                     | Sasha Valentine | 191 epizód                                                                                       |
| 2008      |                                       | Hollyoaks Later                               | Sasha Valentine | 4 epizód                                                                                         |
| 2009      |                                       | Hollyoaks: The Morning After the Night Before | Sasha Valentine |                                                                                                  |
| 2011      | Baleseti sebészet                     | Casualty                                      | Cheryl Hallows  | 1 epizód                                                                                         |
| 2011      | Kívülállók                            | Misfits                                       | Charlie         | 1 epizód                                                                                         |
| 2013–2019 | Trónok harca                          | Game of Thrones                               | Missandei       | - visszatérő szereplő (3-4. évad) - főszereplő (5-8. évad) - magyar hangja: - Bogdányi Titanilla |
| 2019      | Négy esküvő és egy temetés            | Four Weddings and a Funeral                   | Maya            | - websorozat - magyar hangja: - Gyöngy Zsuzsa                                                    |
| 2019      | A Sötét Kristály – Az ellenállás kora | The Dark Crystal: Age of Resistance           | Deet (hangja)   | - főszereplő (10 epizód) - magyar hangja: - Staub Viktória                                       |
| 2020      | Die Hart                              | Die Hart                                      | Jordan King     | 10 epizód                                                                                        |